# Pilocrocis cyrisalis
Pilocrocis cyrisalis là một loài bướm đêm trong họ Crambidae.